# Markia hystrix
Markia hystrix är en insektsart som först beskrevs av John Obadiah Westwood 1844.  Markia hystrix ingår i släktet Markia och familjen vårtbitare. Inga underarter finns listade i Catalogue of Life.